# 리버프론트 스타디움
리버프론트 스타디움(Riverfront Stadium)은 미국 오하이오주 신시내티에 위치한 야구장이다. 과거 MLB 신시내티 레즈와 NFL 신시내티 벵골스의 홈구장으로 사용했다. 2001년 좌중간 좌석을 철거하면서 수용 인원을 40,000명대로 대폭 줄이고(인조잔디를 천연잔디로 교체) 야구 전용으로 개조하였다.
| 메이저 리그 베이스볼 올스타전 개최 경기장 |                            |                 |
| 1969년                                    | 1970년 리버프론트 스타디움 | 1971년          |
| RFK 스타디움                              | 1970년 리버프론트 스타디움 | 타이거 스타디움 |
|                                           |                            |                 |
|                                           |                            |                 |

| 메이저 리그 베이스볼 올스타전 개최 경기장 |                            |                   |
| 1987년                                    | 1988년 리버프론트 스타디움 | 1989년            |
| 오클랜드–알라메다 카운티 콜리시엄         | 1988년 리버프론트 스타디움 | 애너하임 스타디움 |
|                                           |                            |                   |
|                                           |                            |                   |